# 洞泉寺 (美濃加茂市)
洞泉寺（とうせんじ）は岐阜県美濃加茂市今泉にある釈迦如来を本尊とする曹洞宗の寺院で、山号は青龍山。中濃八十八ヶ所霊場73番札所である。
延享元年（1744年）9月に関香積寺6世の蔵海によって洞泉庵として開かれる。1874年（明治7年）に火災に遭い伽藍が焼失している。1923年（大正12年）に字洞泉寺から西にある現在地に移転した。本尊の他に弘法大師と聖師観音を祀り、3月には弘法大師の祭礼が行われる。